# Fasciita plantară
Fasciita plantară este o tulburare a țesutului conjunctiv care susține arcul piciorului. Are ca rezultat o durere la nivelul călcâiului și al tălpii, resimțindu-se, de obicei, cel mai puternic la primii pași ai zilei sau după o perioadă de odihnă. De asemenea, durerea se manifestă adesea și la îndoirea labei piciorului și a degetelor de la picioare în sus spre tibie. Durerea apare de obicei treptat și afectează ambele picioare în aproximativ o treime din cazuri.
Cauza fasciitei plantare nu este complet clară. Printre factorii de risc se numără suprasolicitarea, cum ar fi ca urmare a perioadelor îndelungate de stat în picioare, a intensificării exercițiilor fizice și a obezității. De asemenea, este asociată cu înclinarea piciorului spre interior, cu rigiditatea tendonului lui Ahile și cu un stil de viață sedentar. Nu este clar dacă pintenii calcaneeni au un rol în cauzarea fasciitei plantare, chiar dacă sunt prezenți în mod obișnuit la persoanele care suferă de această afecțiune. Fasciita plantară este o tulburare la nivelul locului de inserție a ligamentului pe os, caracterizată prin micro-rupturi, descompunerea colagenului și cicatrici. Deoarece inflamația joacă un rol mai mic sau chiar nu are niciun rol, printr-o analiză s-a propus redenumirea afecțiunii în fascioză plantară. Simptomele manifestate reprezintă în general baza diagnosticului; în caz de incertitudine, un examen cu ultrasunete este uneori util. Alte afecțiuni cu simptome similare includ osteoartrita, spondilita anchilozantă, sindromul perniței călcâiului și artrita reactivă.
Majoritatea cazurilor de fasciită plantară se rezolvă cu timpul și prin metode conservatoare de tratament. În primele câteva săptămâni, cei afectați sunt de obicei sfătuiți să se odihnească, să-și modifice activitățile, să administreze analgezice și să execute exerciții de întindere. Dacă acest lucru nu este suficient, alte opțiuni sunt fizioterapia, ortezele, atelele sau injecțiile cu steroizi. Dacă nici aceste măsuri nu sunt eficace, alte măsurile pot include terapia extracorporeală cu unde de șoc sau intervenția chirurgicală.
Între 4% și 7% din populația generală prezintă dureri de călcâi la un moment dat: aproximativ 80% dintre acestea sunt rezultatul fasciitei plantare. Aproximativ 10% dintre oameni suferă de această tulburare la un moment dat în timpul vieții. Devine mai frecventă odată cu înaintarea în vârstă. Nu este clar dacă un sex este mai afectat decât celălalt.